# Patrick John
Patrick Roland John (ur. 7 stycznia 1938 w Roseau, zm. 6 lipca 2021) – dominicki polityk, w latach 1974–1979 – premier kraju.

## Życiorys
Rozpoczął karierę polityczną jako przywódca związku zawodowego i burmistrz Roseau (stolica Dominiki). Po niespodziewanym wycofaniu się premiera Edwarda Olivera LeBlanca z polityki John 27 lipca 1974 został mianowany jego następcą. Podczas jego rządów, dnia 3 listopada 1978 Wielka Brytania uznała niepodległość Dominiki. Problemy ekonomiczne kraju oraz niepopularna polityka zagraniczna (między innymi utrzymywanie dobrych stosunków z apartheidowskim rządem RPA) zmusiły Johna do odejścia ze stanowiska 21 czerwca 1979. W 1981 próbował za pomocą zagranicznych najemników obalić rząd premier Eugenii Charles.